# Villa Flora
Villa Flora (pełna nazwa: Villa Flora Winterthur Sammlung Hahnloser) – prywatna, szwajcarska galeria sztuki założona przez małżeństwo Hedy i Arthura Hahnloser-Bühler, znajdująca się w mieście Winterthur, posiadająca znaczącą kolekcję sztuki szwajcarskiej i francuskiej. Od 1995 zbiory galerii są dostępne publicznie.

## Historia
Hedy Hahnloser-Bühler (1873–1952), córka fabrykanta tekstylnego Karla Bühlera-Blumera, wyszła w 1898 za okulistę Arthura Hahnlosera (1870–1936). Interesowała się sztuką francuską. W latach 1907–1930 wspólnie z mężem zgromadziła kolekcję sztuki szwajcarskiej i francuskiej o wyjątkowej jakości. Atutem ich zbiorów jest skoncentrowanie się na wybranych, najbardziej znaczących malarzach i rzeźbiarzach, tworzących na przełomie XIX i XX wieku. Punkt ciężkości spoczywa na okresie postimpresjonizmu, szczególnie na nabistach i fowistach.
Nabiści, do których zaliczali się Pierre Bonnard, Maurice Denis, Félix Vallotton i Édouard Vuillard, uważali się za proroków nowego malarstwa. Ich wspólnym celem była odnowa sztuki rozumiana jako reakcja na uprawianą przez malarzy akademickich imitację natury. Przesłanie obrazów malowanych przez nabistów wyrażone było przy pomocy czysto malarskich środków – linii i barwnych plam. W roku 1905 wystąpiła publicznie grupa określająca się jako fowiści; należeli do niej między innymi Henri Matisse, Albert Marquet, Georges Rouault i Henri Manguin. Ich obrazy były malowane czystymi, żywymi i zmysłowymi kolorami, a o wrażeniu wywieranym przez obraz decydował porządek barwnych powierzchni. Hedy i Artur Hahnloser umieścili dzieła tych artystów w kontekście twórców poprzedniej generacji mając świadomość, iż dla nabistów i fowistów bogatą inspirację stanowili Paul Gauguin, Paul Cézanne, Vincent van Gogh i Odilon Redon. 

## Budynek

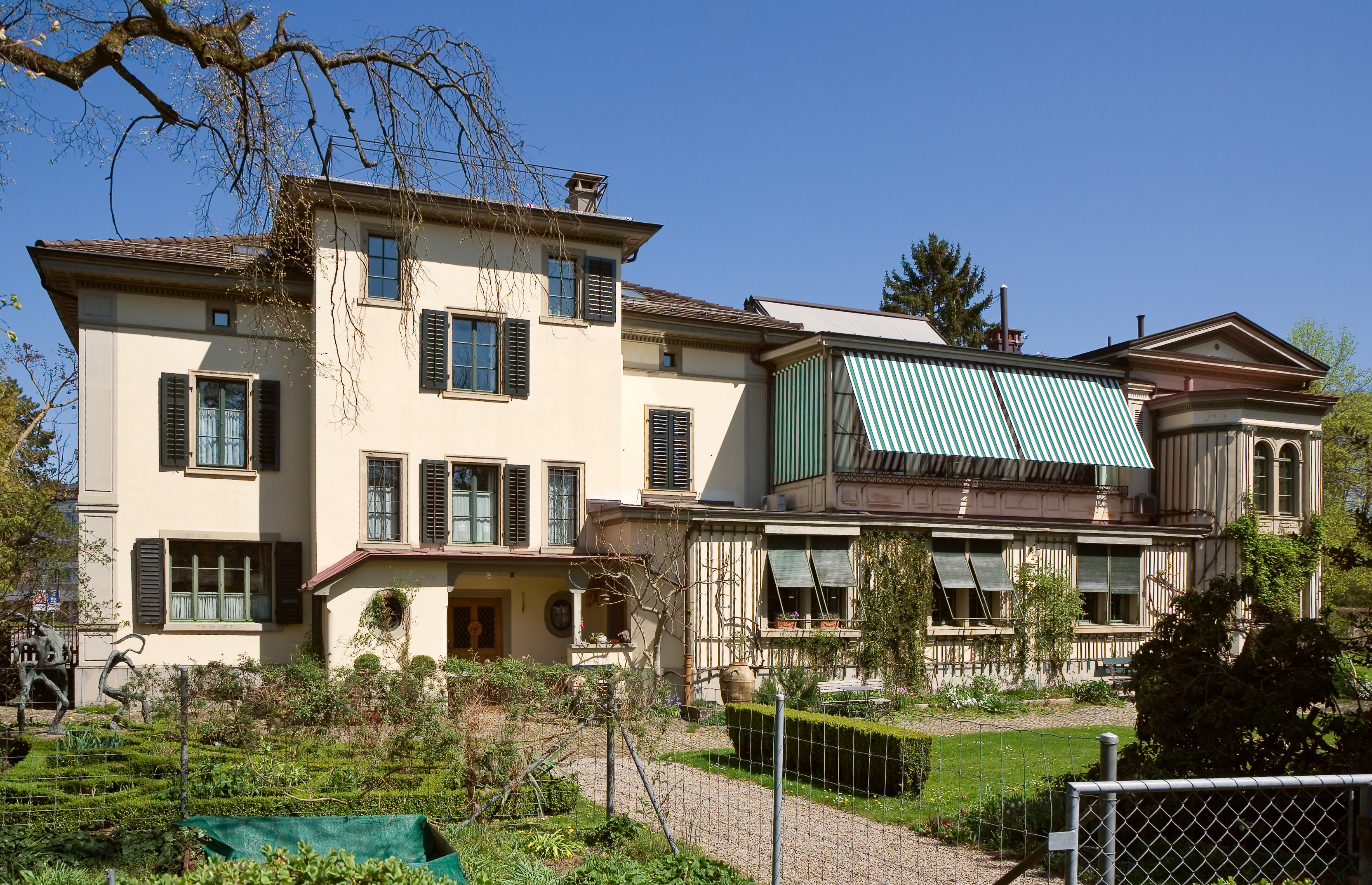
Widok muzeum od strony ogrodu

Villa Flora została zbudowana w 1846, a w 1858 stalą się własnością dziadków Hedy Hahnloser-Bühler. Hahnloserowie wprowadzili się do Villa Flora jako młode małżeństwo, a Arthur Hahnloser prowadził w willi praktykę lekarską jako okulista. Budynek w latach 1862–1927 był wielokrotnie przebudowywany i rozbudowywany. W 1908 Rittmeyer i Furrer, architekci z Winterthurer Museum, zbudowali w willi salon w stylu secesyjnym. 
W 1995, w związku z przebudową willi na muzeum, dobudowano do niej hol wejściowy. Architektura budynku, autentyczne, zachowane wnętrza w połączeniu ze znajdującymi się w nich zbiorami sztuki oraz umieszczonymi w ogrodzie rzeźbami Maillola tworzą atmosferę mieszczańskiej kultury mieszkaniowej z przełomu XIX i XX wieku. 

## Zbiory
Na kolekcję Hahnloserów składają się znaczące dzieła takich twórców jak: Pierre Bonnard, Paul Cézanne, Vincent van Gogh, Ferdinand Hodler, Aristide Maillol, Henri Manguin, Albert Marquet, Henri Matisse, Odilon Redon, Auguste Renoir, Auguste Rodin, Georges Rouault, Henri de Toulouse-Lautrec, Félix Vallotton i Édouard Vuillard. 

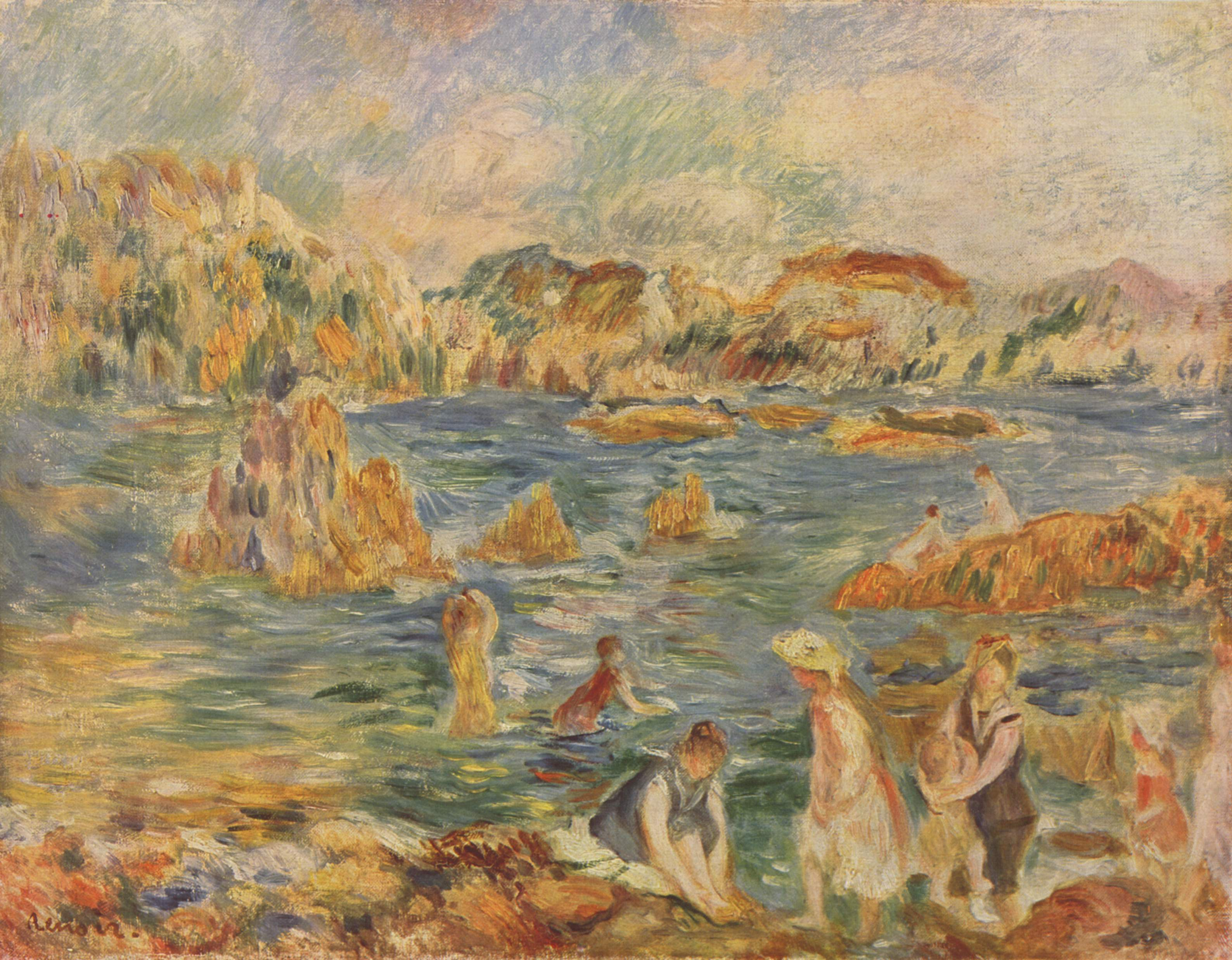
Auguste Renoir, Plaża w Guernesey, 1883
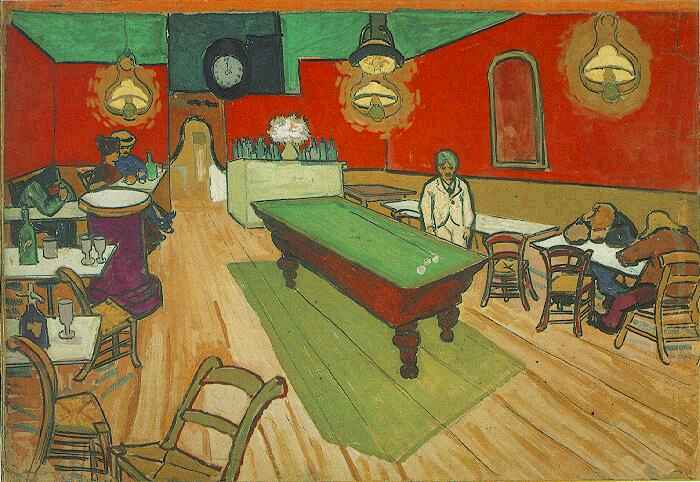
Vincent van Gogh, Nocna kawiarnia, 1888
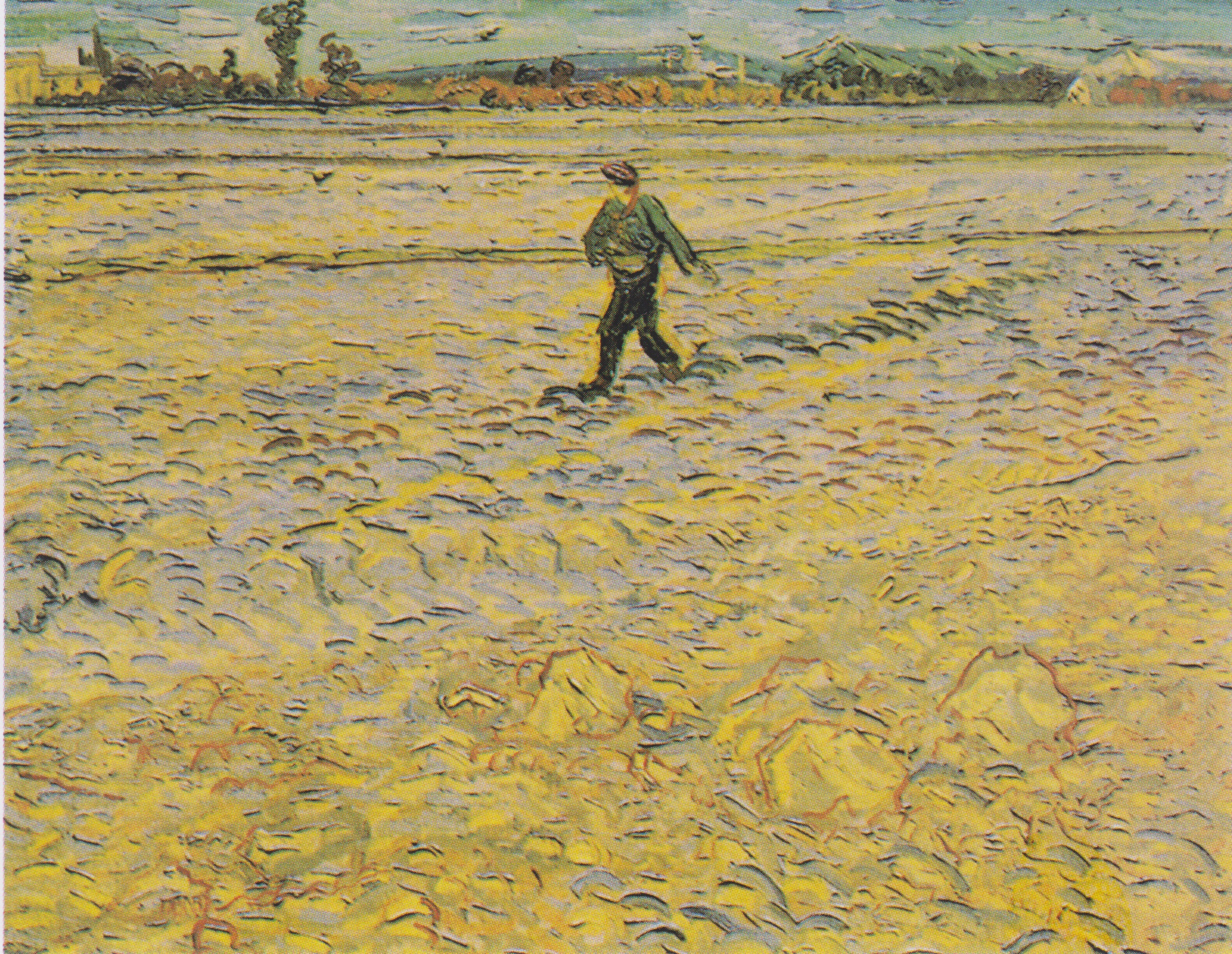
Vincent van Gogh, Siewca II, 1888
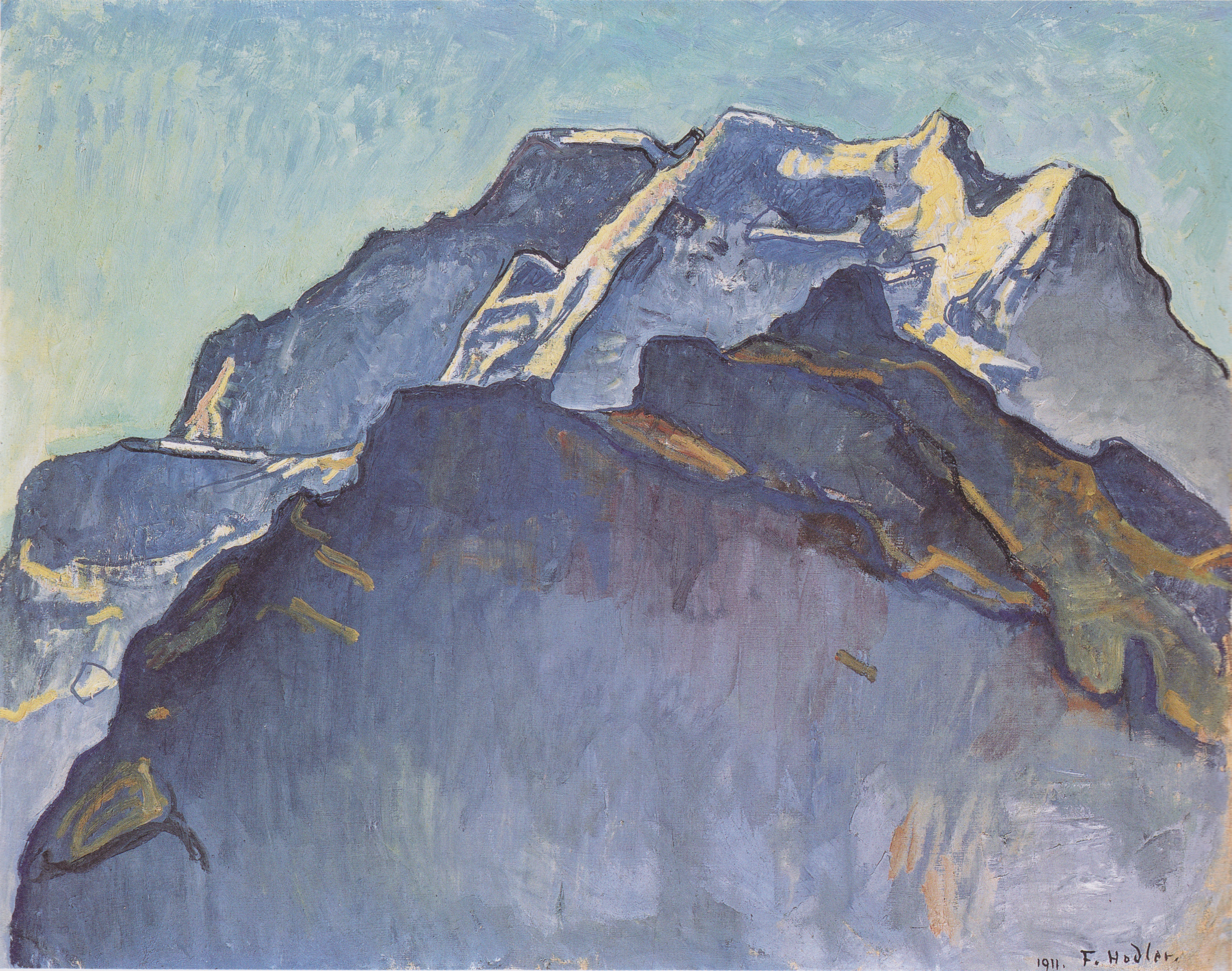
Ferdinand Hodler, Masyw Jungfrauen i Schwarzmönch, 1911